# Benešov u Prahy
Benešov u Prahy – stacja kolejowa w miejscowości Benešov, w kraju środkowoczeskim, w Czechach. Znajduje się na linii Praga – Benešov – Czeskie Budziejowice, na wysokości 365 m n.p.m..  

## Linie kolejowe
- 220: Benešov – Czeskie Budziejowice
- 221: Praga – Benešov
- 222: Benešov – Trhový Štěpánov